# Copobathra menodora
Copobathra menodora är en fjärilsart som beskrevs av Edward Meyrick 1911.
Copobathra menodora ingår i släktet Copobathra och familjen rullvingemalar. Inga underarter finns listade i Catalogue of Life.